# Hamida Aman
Hamida Aman est une entrepreneuse et journaliste afghane, née en 1973 à Kaboul, en Afghanistan.
Elle est la fondatrice de la société de production audiovisuelle Awaz Communication et de Radio Begum.

## Biographie
Hamida Aman naît en 1973 à Kaboul en Afghanistan. Sa mère est fonctionnaire au ministère de la Culture et son père est officier dans l’armée. En 1981, sa famille s’exile en Suisse pour fuir les combats dus à l'intervention soviétique et se réfugie chez un oncle près de Lausanne. Elle suit sa scolarité à Renens, puis étudie les Lettres à l’Université de Lausanne. Elle devient pigiste à 24 heures puis stagiaire à L’Hebdo.
En 2001, après les attentats du 11 septembre, elle se porte volontaire pour couvrir l'intervention de l'Otan en Afghanistan et s’y installe. Elle y travaille pour plusieurs organisations non gouvernementales.
Elle est mariée à un Français et vit à Paris avec leurs enfants,.

### Awaz Communication
En 2004, elle crée la société de production audiovisuelle Awaz Communication, au service du développement des institutions et des médias afghans. Elle recrute Arif Ahmadi comme directeur du bureau de Kaboul. La société compte jusqu’à 150 employés et met l’accent sur le recrutement des femmes. L’émission Réaction, téléréalité qui infiltre des patrouilles policières, rencontre un grand succès.

### Radio Begum
Le 8 mars 2021, à l’occasion de la Journée des droits des femmes et alors que se profile la menace du retour des talibans au pouvoir, Hamida Aman lance Radio Begum, une radio afghane faite par les femmes, pour les femmes. Begum signifie « princesse », « femme de haut rang » ou encore « maîtresse »,. Pour Hamida Aman, « Cette radio, c'est un réceptacle de la voix des femmes, de leur douleur, de leurs frustrations. » Elle émet en direct sur Facebook, à Kaboul et aux alentours dans des zones plus rurales. Elle propose également des cours pour les élèves de collèges et lycées qui sont privées d’enseignements depuis le retour des talibans au pouvoir.